# EPCR Challenge Cup 2023/24
Der EPCR Challenge Cup 2023/24 war die dritte Ausgabe des EPCR Challenge Cup, des zweitrangigen europäischen Pokalwettbewerbs im Rugby Union. Dieser Wettbewerb ist der Nachfolger des European Challenge Cup und des European Rugby Challenge Cup. Es waren 22 Teams aus acht Ländern beteiligt. Die Gruppenphase dauerte vom 8. Dezember 2023 bis zum 21. Januar 2024, gefolgt von der K.-o.-Phase. Das Finale fand am 24. Mai 2024 in London statt. Den Titel gewann zum ersten Mal das südafrikanische Team Sharks aus Durban. 

## Teilnehmer
Teilnahmeberechtigt waren folgende Teams:
- 2 Teams der englischen Premiership Rugby, die sich nicht für den European Rugby Champions Cup 2023/24 qualifiziert hatten. Das insolvente Team London Irish wurde durch die Bristol Bears ersetzt.[1]
- 6 Teams der französischen Top 14, die sich nicht für den Champions Cup 2023/24 qualifiziert hatten.
- 8 Teams aus Italien, Schottland, Südafrika und Wales, entsprechend den acht schlechtesten Teams der United Rugby Championship.
- je 1 eingeladenes Team aus Südafrika und Georgien

## Einteilung und Modus
Die Teams wurden in drei Sechsergruppen eingeteilt, basierend auf den Leistungen in ihren jeweiligen Meisterschaften in der vergangenen Saison. Die Teams einer Gruppe spielten in der Gruppenphase gegen vier andere Teams, entweder zuhause oder auswärts. Die vier besten jeder Gruppe erreichten das Achtelfinale, wo sie auf die Fünftplatzierten jeder Gruppe des European Rugby Champions Cup 2023/24 trafen.
Punkte wurden wie folgt vergeben:
- vier Punkte für einen Sieg
- zwei Punkte für ein Unentschieden
- einen Bonuspunkt bei vier oder mehr Versuchen
- einen Bonuspunkt bei einer Niederlage mit sieben oder weniger Punkten Differenz

## Gruppenphase

### Gruppe A
|     | Team            | Spiele | Siege | Unent. | Ndlg. | Spiel- punkte | Diff. | Bonus- punkte | Tabellen- punkte |
| --- | --------------- | ------ | ----- | ------ | ----- | ------------- | ----- | ------------- | ---------------- |
| 01. | Sharks          | 4      | 3     | 0      | 1     | 141:53        | + 88  | 5             | 17               |
| 02. | Section Paloise | 4      | 3     | 0      | 1     | 90:113        | – 23  | 3             | 12               |
| 03. | Cheetahs        | 4      | 2     | 0      | 2     | 112:105       | + 7   | 3             | 11               |
| 04. | Zebre Parma     | 4      | 2     | 0      | 2     | 83:92         | – 9   | 2             | 10               |
| 05. | Dragons RFC     | 4      | 1     | 0      | 3     | 71:80         | – 9   | 3             | 7                |
| 06. | US Oyonnax      | 4      | 1     | 0      | 3     | 56:110        | – 54  | 2             | 6                |

| 9. Dezember 2023 14:00 MEZ | Zebre Parma                                                                                            | 15 : 33        | Cheetahs | Stadio Sergio Lanfranchi, Parma Zuschauer: 1600 |
| 9. Dezember 2023 14:00 MEZ | Versuche: Fusco 77. n.erh. Gesi 80+1. erh. Erhöhungen: Prisciantelli (1/2) Straftritte: Eden (1/1) 29. | (3:16) Bericht | Versuche: Jasper 35. erh. Fortuin 43. erh. van der Westhuizen 61. erh. Erhöhungen: Pienaar (3/3) Straftritte: Pienaar (4/4) 3., 34., 40., 54. | Stadio Sergio Lanfranchi, Parma Zuschauer: 1600 |

| 9. Dezember 2023 17:15 SAST | Sharks | 45 : 5         | Section Paloise              | Kings-Park-Stadion, Durban Zuschauer: 11.724 |
| 9. Dezember 2023 17:15 SAST | Versuche: Am 8. erh., 24. erh. Etzebeth 40. erh., 46. erh. Potgieter 41. erh. Mapimpi 49. erh. Erhöhungen: Bosch (6/6) Straftritte: Bosch (1/2) 31. | (24:5) Bericht | Versuche: Arfeuil 14. n.erh. | Kings-Park-Stadion, Durban Zuschauer: 11.724 |

| 9. Dezember 2023 20:00 WEZ | Dragons RFC                                                                                   | 24 : 7        | US Oyonnax                                           | Rodney Parade, Newport Zuschauer: 3057 |
| 9. Dezember 2023 20:00 WEZ | Versuche: Hewitt 43. erh. Davies 73. n. erh. Dyer 76. n.erh., 80. erh. Erhöhungen: Reed (2/4) | (0:7) Bericht | Versuche: Treilles 21. erh. Erhöhungen: Soulan (1/1) | Rodney Parade, Newport Zuschauer: 3057 |

| 16. Dezember 2023 14:00 MEZ | US Oyonnax                                                                    | 14 : 21       | Zebre Parma | Stade Charles-Mathon, Oyonnax Zuschauer: 5100 |
| 16. Dezember 2023 14:00 MEZ | Versuche: Durand-Pradere 39. erh. Sweetnam 52. erh. Erhöhungen: Bouraux (2/2) | (7:3) Bericht | Versuche: Canali 54. n.erh. García 57. erh. Erhöhungen: Prisciantelli (1/2) Straftritte: Prisciantelli (3/3) 4., 64., 79. | Stade Charles-Mathon, Oyonnax Zuschauer: 5100 |

| 16. Dezember 2023 18:30 MEZ | Section Paloise | 24 : 21         | Dragons RFC                                                                                                 | Stade du Hameau, Pau Zuschauer: 5348 |
| 16. Dezember 2023 18:30 MEZ | Versuche: Ruffenach 27. erh. Hamonou 40. erh. Attissogbe 80. erh. Erhöhungen: Desperes (3/3) Straftritte: Desperes (1/2) 55. | (14:11) Bericht | Versuche: Benjamin 28. n.erh. Young 69. erh. Erhöhungen: Evans (1/2) Straftritte: Evans (3/3) 21., 25., 49. | Stade du Hameau, Pau Zuschauer: 5348 |

| 17. Dezember 2023 15:00 SAST | Cheetahs | 32 : 29        | Sharks | Free-State-Stadion, Bloemfontein Zuschauer: 7190 |
| 17. Dezember 2023 15:00 SAST | Versuche: M. van der Merwe 16. erh. G. van der Merwe 28. n.erh. Maartens 62. erh. Jasper 74. erh. Erhöhungen: Pienaar (3/4) Straftritte: Pienaar (2/2) 40., 44. | (15:7) Bericht | Versuche: Etzebeth 21. erh. Venter 41. n.erh. Williams 54. erh. Mapimpi 64. erh. Erhöhungen: Bosch (3/4) Straftritte: Bosch (1/2) 58. | Free-State-Stadion, Bloemfontein Zuschauer: 7190 |

| 13. Januar 2024 15:00 SAST | Sharks | 38 : 7         | US Oyonnax                                            | Kings-Park-Stadion, Durban Zuschauer: 13.624 |
| 13. Januar 2024 15:00 SAST | Versuche: Nché 8. erh., 20. n.erh. Mapimpi 33. erh., 58. erh. Am 48. n.erh. Labuschagné 52. erh. Erhöhungen: Bosch (4/6) | (19:0) Bericht | Versuche: Berthaud 44. erh. Erhöhungen: Bouraux (1/1) | Kings-Park-Stadion, Durban Zuschauer: 13.624 |

| 13. Januar 2024 16:15 MEZ | Zebre Parma | 20 : 17        | Dragons RFC                                                            | Stadio Sergio Lanfranchi, Parma Zuschauer: 1900 |
| 13. Januar 2024 16:15 MEZ | Versuche: Gesi 25. n.erh., 51. n.erh. Bianchi 43. erh. Erhöhungen: Montemauri (1/3) Straftritte: Montemauri (1/1) 34. | (8:12) Bericht | Versuche: Rosser 57. n.erh. Straftritte: Evans (4/5) 5., 12., 16., 21. | Stadio Sergio Lanfranchi, Parma Zuschauer: 1900 |

| 14. Januar 2024 14:00 SAST | Cheetahs | 20 : 33         | Section Paloise | Nationaal Rugby Centrum, Amsterdam Zuschauer: 4500 |
| 14. Januar 2024 14:00 SAST | Versuche: Hartzenberg 30. n.erh. Pienaar 38. erh. van der Westhuizen 57. n.erh. Erhöhungen: Pienaar (1/3) Straftritte: Pienaar (1/1) 71. | (12:17) Bericht | Versuche: Maddocks 10. erh. Gailleton 13. erh. Robson 74. erh. Erhöhungen: Desperes (3/3) Straftritte: Desperes (4/5) 35., 44., 63., 68. | Nationaal Rugby Centrum, Amsterdam Zuschauer: 4500 |

| 20. Januar 2024 14:00 MEZ | Section Paloise | 28 : 27        | Zebre Parma | Stade du Hameau, Pau Zuschauer: 5612 |
| 20. Januar 2024 14:00 MEZ | Versuche: Tuimaba 32. erh., 36. n.erh. Simmonds 55. erh. Erhöhungen: Simmonds (2/3) Straftritte: Simmonds (3/4) 1., 15., 68. | (18:7) Bericht | Versuche: Zambonin 8. erh. Gesi 42. erh., 77. n.erh. García 49. n.erh. Erhöhungen: Montemauri (2/4) Straftritte: Prisciantelli (1/1) 73. | Stade du Hameau, Pau Zuschauer: 5612 |

| 20. Januar 2024 16:15 MEZ | US Oyonnax | 28 : 27         | Cheetahs | Stade Charles-Mathon, Oyonnax Zuschauer: 6801 |
| 20. Januar 2024 16:15 MEZ | Versuche: Godener 31. erh. Taofifenua 39. erh. Odiase 62. erh. Bordenave 80+7. erh. Erhöhungen: Miotti (2/2) Soulan (2/2) | (14:22) Bericht | Versuche: Hartzenberg 8. n.erh. van der Merwe 16. erh., 42. n.erh. Pienaar 22. erh. Erhöhungen: Pienaar (2/4) Straftritte: Pienaar (1/1) 35. | Stade Charles-Mathon, Oyonnax Zuschauer: 6801 |

| 21. Januar 2024 17:30 WEZ | Dragons RFC                           | 9 : 29         | Sharks | Rodney Parade, Newport Zuschauer: 3835 |
| 21. Januar 2024 17:30 WEZ | Straftritte: Evans (3/3) 7., 21., 59. | (6:12) Bericht | Versuche: Hendrikse 35. erh. Nché 40. n.erh. Grobler 70. n.erh. Roets 76. erh. Kok 79. n.erh. Erhöhungen: Bosch (2/4) | Rodney Parade, Newport Zuschauer: 3835 |

### Gruppe B
|     | Team                      | Spiele | Siege | Unent. | Ndlg. | Spiel- punkte | Diff. | Bonus- punkte | Tabellen- punkte |
| --- | ------------------------- | ------ | ----- | ------ | ----- | ------------- | ----- | ------------- | ---------------- |
| 01. | Benetton Rugby Treviso    | 4      | 3     | 0      | 1     | 147:87        | + 60  | 3             | 15               |
| 02. | Montpellier Hérault Rugby | 4      | 3     | 0      | 1     | 94:54         | + 40  | 2             | 14               |
| 03. | Ospreys                   | 4      | 3     | 0      | 1     | 111:103       | + 8   | 2             | 14               |
| 04. | Lions                     | 4      | 2     | 0      | 2     | 94:76         | + 18  | 2             | 10               |
| 05. | Newcastle Falcons         | 4      | 1     | 0      | 3     | 82:139        | – 57  | 1             | 5                |
| 06. | USA Perpignan             | 4      | 0     | 0      | 4     | 45:114        | – 69  | 0             | 0                |

| 9. Dezember 2023 17:30 WEZ | Ospreys | 43 : 34         | Benetton Rugby Treviso | Swansea.com Stadium, Swansea Zuschauer: 3335 |
| 9. Dezember 2023 17:30 WEZ | Versuche: Lake 7. erh., 26. erh., 46. erh., 56. n.erh. Thomas 17. erh. Morris 76. erh. Erhöhungen: Williams (4/5) Walsh (1/1) Straftritte: Walsh (1/1) 80+1. | (21:24) Bericht | Versuche: Ratave 14. erh., 21. erh. Negri 34. erh. Odogwu 51. erh. Erhöhungen: Umaga (4/4) Straftritte: Umaga (2/3) 40., 79. | Swansea.com Stadium, Swansea Zuschauer: 3335 |

| 10. Dezember 2023 14:00 MEZ | USA Perpignan                                 | 12 : 28         | Lions | Stade Aimé Giral, Perpignan Zuschauer: 5532 |
| 10. Dezember 2023 14:00 MEZ | Straftritte: Barraque (4/5) 6., 18., 30., 35. | (12:16) Bericht | Versuche: Maxwane 9. erh. Erhöhungen: Hendrikse (1/1) Straftritte: Hendrikse (7/8) 2., 33., 43., 46., 60., 64., 68. | Stade Aimé Giral, Perpignan Zuschauer: 5532 |

| 10. Dezember 2023 17:30 WEZ | Newcastle Falcons                                                                                      | 19 : 24        | Montpellier Hérault Rugby                                                                                   | Kingston Park, Newcastle Zuschauer: 3802 |
| 10. Dezember 2023 17:30 WEZ | Versuche: Chick 50. n.erh. Stephens 54. erh. Blamire 74. erh. Erhöhungen: Jennings (1/2) Johnson (1/1) | (0:12) Bericht | Versuche: Becognee 13. erh. Lam 25. n.erh. Bouthier 41. n.erh. Simmonds 63. erh. Erhöhungen: Carbonel (2/4) | Kingston Park, Newcastle Zuschauer: 3802 |

| 16. Dezember 2023 16:15 MEZ | Benetton Rugby Treviso | 29 : 7         | USA Perpignan                                           | Stadio Comunale di Monigo, Treviso Zuschauer: 3854 |
| 16. Dezember 2023 16:15 MEZ | Versuche: Smith 15. erh., 80. n.erh. Bernasconi 36. erh. Izekor 48. erh. Erhöhungen: Umaga (3/3) Straftritte: Umaga (1/1) 32. | (17:0) Bericht | Versuche: Montgaillard 75. erh. Erhöhungen: Rodor (1/1) | Stadio Comunale di Monigo, Treviso Zuschauer: 3854 |

| 16. Dezember 2023 17:15 SAST | Lions | 35 : 13        | Newcastle Falcons                                                                      | Ellis-Park-Stadion, Johannesburg Zuschauer: 2515 |
| 16. Dezember 2023 17:15 SAST | Versuche: Botha 18. erh. Smith 28. erh. Tshituka 50. erh., 76. erh. Louw 69. erh. Erhöhungen: Nohamba (5/5) | (14:6) Bericht | Versuche: Lockwood 58. erh. Erhöhungen: Connon (1/1) Straftritte: Connon (2/2) 8., 32. | Ellis-Park-Stadion, Johannesburg Zuschauer: 2515 |

| 17. Dezember 2023 17:15 MEZ | Montpellier Hérault Rugby | 38 : 5         | Ospreys                              | GGL Stadium, Montpellier Zuschauer: 6500 |
| 17. Dezember 2023 17:15 MEZ | Versuche: Bridge 10. erh., 21. n.erh. Karkadze 57. erh. Cadot 65. erh., 76. n.erh. Erhöhungen: Garbisi (3/4) Foursans-Bourdette (1/2) | (19:0) Bericht | Versuche: Morgan-Williams 49. n.erh. | GGL Stadium, Montpellier Zuschauer: 6500 |

| 12. Januar 2024 20:30 WEZ | Newcastle Falcons                                                                                       | 18 : 57         | Benetton Rugby Treviso | Kingston Park, Newcastle Zuschauer: 3602 |
| 12. Januar 2024 20:30 WEZ | Versuche: Bello 12. erh. McCallum 62. n.erh. Erhöhungen: Connon (1/2) Straftritte: Connon (2/3) 4., 24. | (13:22) Bericht | Versuche: Albornoz 16. n.erh. Ratave 19. erh., 43. erh. Menoncello 27. erh., 56. erh. Mendy 49. erh. Izekor 73. erh. Umaga 80. erh. Erhöhungen: Albornoz (4/5) Umaga (3/3) Straftritte: Albornoz (1/1) 34. | Kingston Park, Newcastle Zuschauer: 3602 |

| 12. Januar 2024 20:00 WEZ | Ospreys | 25 : 3        | USA Perpignan                   | Swansea.com Stadium, Swansea Zuschauer: 4571 |
| 12. Januar 2024 20:00 WEZ | Versuche: Hopkins 40. n.erh., 50. erh. Giles 62. erh. Erhöhungen: Edwards (2/3) Straftritte: Edwards (2/2) 34., 43. | (8:0) Bericht | Straftritte: McIntyre (1/2) 45. | Swansea.com Stadium, Swansea Zuschauer: 4571 |

| 13. Januar 2024 21:00 MEZ | Montpellier Hérault Rugby                                                         | 13 : 3        | Lions                            | GGL Stadium, Montpellier Zuschauer: 7500 |
| 13. Januar 2024 21:00 MEZ | Versuche: Doumayrou 43. n.erh. Willemse 72. n.erh. Straftritte: Garbisi (1/3) 49. | (0:3) Bericht | Straftritte: Hendrikse (1/1) 31. | GGL Stadium, Montpellier Zuschauer: 7500 |

| 20. Januar 2024 16:15 MEZ | Benetton Rugby Treviso | 27 : 19        | Montpellier Hérault Rugby                                                                                        | Stadio Comunale di Monigo, Treviso Zuschauer: 4792 |
| 20. Januar 2024 16:15 MEZ | Versuche: Albornoz 20. erh., 72. erh. Ratave 29. erh. Erhöhungen: Albornoz (2/2) Umaga (1/1) Straftritte: Albornoz (2/2) 14., 60. | (17:5) Bericht | Versuche: Cadot 35. n.erh. Erdocio 47. erh. Karkadze 67. erh. Erhöhungen: Garbisi (1/2) Foursans-Bourdette (1/1) | Stadio Comunale di Monigo, Treviso Zuschauer: 4792 |

| 21. Januar 2024 14:00 MEZ | USA Perpignan | 23 : 32        | Newcastle Falcons | Stade Aimé Giral, Perpignan Zuschauer: 6821 |
| 21. Januar 2024 14:00 MEZ | Versuche: Granell 25. n.erh. Dubois 34. n.erh. Dupichot 75. erh. Erhöhungen: Barraque (1/1) Straftritte: Rodor (2/4) 1., 52. | (13:9) Bericht | Versuche: O’Sullivan 53. erh. Redshaw 66. erh. Erhöhungen: Johnson (2/2) Straftritte: Johnson (6/6) 4., 14., 18., 65., 70., 74. | Stade Aimé Giral, Perpignan Zuschauer: 6821 |

| 21. Januar 2024 15:00 SAST | Lions | 28 : 38         | Ospreys | Ellis-Park-Stadion, Johannesburg Zuschauer: 3321 |
| 21. Januar 2024 15:00 SAST | Versuche: Louw 16. n.erh., 39. n.erh. Pretorius 35. n.erh. van den Berg 55. erh. Erhöhungen: Nohamba (1/4) Straftritte: Nohamba (2/2) 9., 49. | (18:14) Bericht | Versuche: Watkin 14. erh. North 24. erh. Giles 72. erh. Jones 74. erh. Morse 78. erh. Erhöhungen: Edwards (2/2) Walsh (3/3) Straftritte: Edwards (1/1) 53. | Ellis-Park-Stadion, Johannesburg Zuschauer: 3321 |

### Gruppe C
|     | Team                  | Spiele | Siege | Unent. | Ndlg. | Spiel- punkte | Diff. | Bonus- punkte | Tabellen- punkte |
| --- | --------------------- | ------ | ----- | ------ | ----- | ------------- | ----- | ------------- | ---------------- |
| 01. | Gloucester Rugby      | 4      | 4     | 0      | 0     | 99:52         | + 47  | 1             | 17               |
| 02. | ASM Clermont Auvergne | 4      | 3     | 0      | 1     | 122:66        | + 56  | 3             | 15               |
| 03. | Edinburgh Rugby       | 4      | 2     | 0      | 2     | 103:92        | + 11  | 3             | 11               |
| 04. | Castres Olympique     | 4      | 2     | 0      | 2     | 88:91         | – 3   | 2             | 10               |
| 05. | Black Lion            | 4      | 1     | 0      | 3     | 42:86         | – 44  | 1             | 5                |
| 06. | Scarlets              | 4      | 0     | 0      | 4     | 59:126        | – 67  | 0             | 0                |

| 8. Dezember 2023 21:00 MEZ | ASM Clermont Auvergne | 31 : 18        | Edinburgh Rugby                                                                                                 | Stade Marcel-Michelin, Clermont-Ferrand Zuschauer: 13.385 |
| 8. Dezember 2023 21:00 MEZ | Versuche: Moala 24. erh. Newsome 30. erh., 61. erh. Biziwu 68. erh. Erhöhungen: Belleau (4/4) Straftritte: Belleau (1/1) 37. | (17:3) Bericht | Versuche: Sebastian 42. erh. Goosen 75. n.erh. Erhöhungen: Swiel (1/1) Straftritte: Swiel (1/1) 40+1. Scott 60. | Stade Marcel-Michelin, Clermont-Ferrand Zuschauer: 13.385 |

| 9. Dezember 2023 16:00 GET | Black Lion                                                                          | 10 : 15       | Gloucester Rugby                                  | Micheil-Meschi-Stadion, Tiflis Zuschauer: 6332 |
| 9. Dezember 2023 16:00 GET | Versuche: Matkawa 20. erh. Erhöhungen: Matkawa (1/1) Straftritte: Matkawa (1/1) 68. | (7:9) Bericht | Straftritte: Barton (5/5) 11., 17., 28., 48., 71. | Micheil-Meschi-Stadion, Tiflis Zuschauer: 6332 |

| 9. Dezember 2023 16:15 MEZ | Castres Olympique | 34 : 16        | Scarlets                                                                                | Stade Pierre-Fabre, Castres Zuschauer: 8311 |
| 9. Dezember 2023 16:15 MEZ | Versuche: Raisuqe 4. erh. Fernandez 31. n.erh. Papali'i 37. n.erh. Dumora 42. erh. Le Brun 65. erh. Erhöhungen: Le Brun (3/5) Straftritte: Le Brun (1/1) 57. | (17:9) Bericht | Versuche: Lloyd 50. erh. Erhöhungen: Lloyd (1/1) Straftritte: Lloyd (3/3) 12., 16., 35. | Stade Pierre-Fabre, Castres Zuschauer: 8311 |

| 15. Dezember 2023 20:00 WEZ | Scarlets                                         | 7 : 23         | Black Lion | Parc y Scarlets, Llanelli Zuschauer: 5830 |
| 15. Dezember 2023 20:00 WEZ | Versuche: Fifita 3. erh. Erhöhungen: Lloyd (1/1) | (7:10) Bericht | Versuche: Modebadse 33. erh. Mamrikaschwili 58. erh. Erhöhungen: Matkawa (2/2) Straftritte: Matkawa (3/4) 26., 44., 73. | Parc y Scarlets, Llanelli Zuschauer: 5830 |

| 15. Dezember 2023 20:00 WEZ | Gloucester Rugby | 28 : 17         | ASM Clermont Auvergne                                                                                 | Kingsholm Stadium, Gloucester Zuschauer: 9481 |
| 15. Dezember 2023 20:00 WEZ | Versuche: May 16. n.erh. Socino 31. erh., 36. erh. Erhöhungen: Carreras (2/3) Straftritte: Carreras (3/4) 40+2., 56., 68. | (22:10) Bericht | Versuche: Jauneau 18. erh. Sowakula 58. erh. Erhöhungen: Plisson (2/2) Straftritte: Plisson (1/1) 13. | Kingsholm Stadium, Gloucester Zuschauer: 9481 |

| 16. Dezember 2023 13:00 WEZ | Edinburgh Rugby | 34 : 21        | Castres Olympique | Edinburgh Rugby Stadium, Edinburgh Zuschauer: 6206 |
| 16. Dezember 2023 13:00 WEZ | Versuche: Goosen 5. n.erh. van der Merwe 17. n.erh., 58. erh. Price 35. erh. Currie 37. erh. Erhöhungen: Healy (3/5) Straftritte: Healy (1/1) 22. | (27:7) Bericht | Versuche: Bouzerand 1. erh. de Benedittis 66. erh. Nakarawa 70. erh. Erhöhungen: Popelin (1/1) Palis (1/1) Fernandez (1/1) | Edinburgh Rugby Stadium, Edinburgh Zuschauer: 6206 |

| 13. Januar 2024 MEZ | ASM Clermont Auvergne | 38 : 17        | Scarlets                                                                                        | Stade Marcel-Michelin, Clermont-Ferrand Zuschauer: 15.552 |
| 13. Januar 2024 MEZ | Versuche: Raka 27. erh., 38. erh. Belleau 33. n.erh., 80+1. erh. Beria 42. erh. Jurand 46. n.erh. Erhöhungen: Belleau (4/6) | (19:3) Bericht | Versuche: Evans 69. erh. Hardy 79. erh. Erhöhungen: Lloyd (2/2) Straftritte: Costelow (1/1) 32. | Stade Marcel-Michelin, Clermont-Ferrand Zuschauer: 15.552 |

| 13. Januar 2024 16:15 MEZ | Castres Olympique                                                                                           | 28 : 6        | Black Lion                          | Stade Marcel-Michelin, Castres Zuschauer: 8965 |
| 13. Januar 2024 16:15 MEZ | Versuche: Raisuqe 16. erh. Zarantonello 43. erh. Arata 62. erh. Colonna 77. erh. Erhöhungen: Le Bruin (4/4) | (7:3) Bericht | Straftritte: Matkawa (2/2) 12., 47. | Stade Marcel-Michelin, Castres Zuschauer: 8965 |

| 13. Januar 2024 17:30 WEZ | Edinburgh Rugby | 20 : 21       | Gloucester Rugby | Edinburgh Rugby Stadium, Edinburgh Zuschauer: 7774 |
| 13. Januar 2024 17:30 WEZ | Versuche: Young 22. n.erh. Ashman 61. n.erh. Vellacott 68. erh. Erhöhungen: Healy (1/3) Straftritte: Healy (1/2) 51. | (5:3) Bericht | Versuche: Rees-Zammit 45. n.erh. Mercer 73. erh. Erhöhungen: Hastings (1/2) Straftritte: Hastings (3/3) 37., 53., 56. | Edinburgh Rugby Stadium, Edinburgh Zuschauer: 7774 |

| 19. Januar 2024 20:00 WEZ | Gloucester Rugby | 35 : 5         | Castres Olympique            | Kingsholm Stadium, Gloucester Zuschauer: 10.176 |
| 19. Januar 2024 20:00 WEZ | Versuche: Atkinson 8. erh. Clarke 49. erh. Hastings 65. erh. Tuisue 71. n.erh. Erhöhungen: Hastings (2/2) Carreras (1/2) Straftritte: Hastings (2/2) 24., 60. Carreras (1/1) 80. | (10:5) Bericht | Versuche: Raisuqe 37. n.erh. | Kingsholm Stadium, Gloucester Zuschauer: 10.176 |

| 19. Januar 2024 20:00 WEZ | Scarlets                                                                               | 19 : 31        | Edinburgh Rugby | Parc y Scarlets, Llanelli Zuschauer: 5993 |
| 19. Januar 2024 20:00 WEZ | Versuche: Roberts 14. n.erh. Conbeer 79. erh. Strafversuch 80. Erhöhungen: Lloyd (1/2) | (5:26) Bericht | Versuche: Vellacott 2. erh. Nel 6. erh. van der Merwe 20. n.erh. Watson 33. erh. Schoeman 43. n.erh. Erhöhungen: Healy (3/5) | Parc y Scarlets, Llanelli Zuschauer: 5993 |

| 20. Januar 2024 16:00 GET | Black Lion                     | 3 : 36         | ASM Clermont Auvergne | Micheil-Meschi-Stadion, Tiflis Zuschauer: 17.233 |
| 20. Januar 2024 16:00 GET | Straftritte: Matkawa (1/2) 35. | (3:17) Bericht | Versuche: Delguy 24. erh., 43. erh. Newsome 36. erh. Darricarrère 54. erh. Moala 60. n.erh. Erhöhungen: Belleau (4/5) Straftritte: Belleau (1/1) 3. | Micheil-Meschi-Stadion, Tiflis Zuschauer: 17.233 |

## K.-o.-Runde

### Setzliste
1. Sharks
2. Gloucester Rugby
3. Benetton Rugby Treviso
4. ASM Clermont Auvergne
5. Montpellier Hérault Rugby
6. Section Paloise
7. Ospreys
8. Edinburgh Rugby
9. Aviron Bayonnais (Champions Cup)
10. Sale Sharks (Champions Cup)
11. Connacht Rugby (Champions Cup)
12. Ulster Rugby (Champions Cup)
13. Cheetahs
14. Lions
15. Castres Olympique
16. Zebre Parma

### Übersicht
|  | Achtelfinale              | Achtelfinale |  |  | Viertelfinale          | Viertelfinale          |    |                  | Halbfinale | Halbfinale |  |  | Finale | Finale |
|  |                           |              |  |  |                        |                        |    |                  |            |            |  |  |        |        |
|  | Sharks                    | 47           |  |  |                        |                        |    |                  |            |            |  |  |        |        |
|  | Zebre Parma               | 3            |  |  | Sharks                 | 36                     |    |                  |            |            |  |  |        |        |
|  | Edinburgh Rugby           | 33           |  |  | Edinburgh Rugby        | 30                     |    |                  |            |            |  |  |        |        |
|  | Aviron Bayonnais          | 15           |  |  |                        |                        |    | Sharks           | 32         |            |  |  |        |        |
|  | ASM Clermont Auvergne     | 27           |  |  |                        | ASM Clermont Auvergne  | 31 |                  |            |            |  |  |        |        |
|  | Cheetahs                  | 22           |  |  | ASM Clermont Auvergne  | 53                     |    |                  |            |            |  |  |        |        |
|  | Montpellier Hérault Rugby | 17           |  |  | Ulster Rugby           | 14                     |    |                  |            |            |  |  |        |        |
|  | Ulster Rugby              | 40           |  |  |                        |                        |    |                  | Sharks     | 36         |  |  |        |        |
|  | Gloucester Rugby          | 30           |  |  |                        | Gloucester Rugby       | 22 |                  |            |            |  |  |        |        |
|  | Castres Olympique         | 25           |  |  | Gloucester Rugby       | 23                     |    |                  |            |            |  |  |        |        |
|  | Ospreys                   | 23           |  |  | Ospreys                | 13                     |    |                  |            |            |  |  |        |        |
|  | Sale Sharks               | 15           |  |  |                        |                        |    | Gloucester Rugby | 40         |            |  |  |        |        |
|  | Benetton Rugby Treviso    | 27           |  |  |                        | Benetton Rugby Treviso | 23 |                  |            |            |  |  |        |        |
|  | Lions                     | 17           |  |  | Benetton Rugby Treviso | 39                     |    |                  |            |            |  |  |        |        |
|  | Section Paloise           | 30           |  |  | Connacht Rugby         | 24                     |    |                  |            |            |  |  |        |        |
|  | Connacht Rugby            | 40           |  |  |                        |                        |    |                  |            |            |  |  |        |        |

### Achtelfinale
| 5. April 2024 20:00 WESZ | Gloucester Rugby | 30 : 25         | Castres Olympique | Kingsholm Stadium, Gloucester Zuschauer: 9134 Schiedsrichter: Andrew Brace (Irland) |
| 5. April 2024 20:00 WESZ | Versuche: Mercer 8. erh. May 27. erh. Llewellyn 31. erh. Erhöhungen: Carreras (3/3) Straftritte: Carreras (3/3) 55., 61., 79. | (21:10) Bericht | Versuche: Dumora 1. erh. Zarantonello 72. erh. Raisuqe 80+2. n.erh. Erhöhungen: Popelin (2/3) Straftritte: Popelin (2/2) 39., 52. | Kingsholm Stadium, Gloucester Zuschauer: 9134 Schiedsrichter: Andrew Brace (Irland) |

| 6. April 2024 12:30 MESZ | ASM Clermont Auvergne | 27 : 22        | Cheetahs | Stade Marcel-Michelin, Clermont-Ferrand Zuschauer: 13.493 Schiedsrichter: Sam Grove-White (Schottland) |
| 6. April 2024 12:30 MESZ | Versuche: Jurand 1. erh. Delguy 37. n.erh. Fourcade 41. erh. Jauneau 53. n.erh. Erhöhungen: Belleau (2/4) Straftritte: Belleau (1/2) 22. | (22:3) Bericht | Versuche: Qoma 62. erh., 72. erh. Mafura 68. n.erh. Erhöhungen: Pienaar (2/3) Straftritte: Pienaar (1/1) 11. | Stade Marcel-Michelin, Clermont-Ferrand Zuschauer: 13.493 Schiedsrichter: Sam Grove-White (Schottland) |

| 6. April 2024 17:30 MESZ | Benetton Rugby Treviso                                                                                              | 27 : 17         | Lions | Stadio Comunale di Monigo, Treviso Zuschauer: 4846 Schiedsrichter: Christophe Ridley (England) |
| 6. April 2024 17:30 MESZ | Versuche: Gallo 8. erh. Ratave 33. erh. Bernasconi 51. erh. Erhöhungen: Umaga (3/3) Straftritte: Albornoz (1/1) 63. | (17:10) Bericht | Versuche: Visagie 2. erh. Hendrikse 46. erh. Erhöhungen: Hendrikse (2/2) Straftritte: Hendrikse (1/3) 37. | Stadio Comunale di Monigo, Treviso Zuschauer: 4846 Schiedsrichter: Christophe Ridley (England) |

| 6. April 2024 20:00 WESZ | Ospreys | 23 : 15       | Sale Sharks                                                                                     | Brewery Field, Bridgend Zuschauer: 4225 Schiedsrichter: Mathieu Raynal (Frankreich) |
| 6. April 2024 20:00 WESZ | Versuche: Morris 32. n.erh. Giles 46. n.erh. Morgan-Williams 48. erh. Erhöhungen: Williams (1/3) Straftritte: Williams (1/2) 25. | (8:3) Bericht | Versuche: Reed 61. n.erh. Curry 69. erh. Erhöhungen: du Preez (1/2) Straftritte: du Preez (1/1) | Brewery Field, Bridgend Zuschauer: 4225 Schiedsrichter: Mathieu Raynal (Frankreich) |

| 6. April 2024 20:00 WESZ | Edinburgh Rugby | 33 : 15 | Aviron Bayonnais                                                                             | Murrayfield Stadium, Edinburgh Zuschauer: 5365 Schiedsrichter: Chris Busby (Irland) |
| 6. April 2024 20:00 WESZ | Versuche: Watson 23. n.erh. Currie 42. erh. Vellacott 53. erh., 56. erh. van der Merwe 67. erh. Erhöhungen: Healy (4/5) | (5:7)   | Versuche: Spring 17. erh., 49. n.erh. Erhöhungen: Spring (1/2) Straftritte: Spring (1/1) 48. | Murrayfield Stadium, Edinburgh Zuschauer: 5365 Schiedsrichter: Chris Busby (Irland) |

| 7. April 2024 12:30 MESZ | Montpellier Hérault Rugby                                                                                                 | 17 : 40        | Ulster Rugby | GGL Stadium, Montpellier Zuschauer: 5240 Schiedsrichter: Ben Whitehouse (Wales) |
| 7. April 2024 12:30 MESZ | Versuche: Willemse 9. erh. Eymeri 23. erh. Erhöhungen: Foursans-Bourdette (2/2) Straftritte: Foursans-Bourdette (1/1) 36. | (17:7) Bericht | Versuche: Addison 27. erh. Baloucoune 42. n.erh. Wilson 62. erh. McCan 67. erh. McCloskey 77. erh. Strafversuch 80+4. Erhöhungen: Cooney (4/5) | GGL Stadium, Montpellier Zuschauer: 5240 Schiedsrichter: Ben Whitehouse (Wales) |

| 7. April 2024 15:00 SAST | Sharks | 47 : 3         | Zebre Parma                | Kings Park Stadium, Durban Zuschauer: 6730 Schiedsrichter: Anthony Woodthorpe (England) |
| 7. April 2024 15:00 SAST | Versuche: Tshituka 6. erh. Kok 20. erh. Rahl 35. erh. Fassi 43. erh. Buthelezi 56. n.erh. Hooker 63. erh. Bosch 74. erh. Erhöhungen: Masuku (5/6) Bosch (1/1) | (21:3) Bericht | Straftritte: Eden (1/1) 5. | Kings Park Stadium, Durban Zuschauer: 6730 Schiedsrichter: Anthony Woodthorpe (England) |

| 7. April 2024 17:30 MESZ | Section Paloise | 30 : 40         | Connacht Rugby | Stade du Hameau, Pau Zuschauer: 6488 Schiedsrichter: Andrea Piardi (Italien) |
| 7. April 2024 17:30 MESZ | Versuche: Zegueur 9. erh., 38. erh. Fisi'ihoi 46. erh. Erhöhungen: Simmonds (3/3) Straftritte: Simmonds (2/2) Dropgoals: Simmonds (1/1) | (20:12) Bericht | Versuche: Heffernan 4. erh. Prendergast 14. n.erh., 78. erh. Bolton 44. erh. Blade 54. erh. Aki 64. erh. Erhöhungen: Carty (2/3) Hanrahan (3/3) | Stade du Hameau, Pau Zuschauer: 6488 Schiedsrichter: Andrea Piardi (Italien) |

### Viertelfinale
| 12. April 2024 20:00 WESZ | Gloucester Rugby                                                                   | 23 : 13         | Ospreys                                                       | Kingsholm Stadium, Gloucester Zuschauer: 9816 Schiedsrichter: Pierre Brousset (Frankreich) |
| 12. April 2024 20:00 WESZ | Versuche: Blake 30. n.erh. Straftritte: Carreras (6/6) 6., 18., 34., 50., 60., 65. | (14:13) Bericht | Versuche: Giles 13. erh. Straftritte: Williams (2/2) 22., 40. | Kingsholm Stadium, Gloucester Zuschauer: 9816 Schiedsrichter: Pierre Brousset (Frankreich) |

| 13. April 2024 13:30 SAST | Sharks | 36 : 30         | Edinburgh Rugby | Kings Park, Durban Zuschauer: 11.894 Schiedsrichter: Matthew Carley (England) |
| 13. April 2024 13:30 SAST | Versuche: Am 16. erh. Venter 26. erh. Mbonambi 55. erh. Erhöhungen: Masuku (3/3) Straftritte: Masuku (4/4) 48., 52., 65., 70. Bosch (1/1) 78. | (14:16) Bericht | Versuche: Schoeman 31. erh. Watson 74. erh. Cherry 80+1. erh. Erhöhungen: Healy (3/3) Straftritte: Healy (3/3) 3., 15., 40. | Kings Park, Durban Zuschauer: 11.894 Schiedsrichter: Matthew Carley (England) |

| 13. April 2024 13:30 MESZ | ASM Clermont Auvergne | 53 : 14         | Ulster Rugby                                                    | Stade Marcel-Michelin, Clermont-Ferrand Zuschauer: 13.945 Schiedsrichter: Christophe Ridley (England) |
| 13. April 2024 13:30 MESZ | Versuche: Yato 18. erh., 68. erh. Sowakula 36. erh., 59. erh. Newsome 43. erh. Simmons 63. erh. Jurand 79. n.erh. Erhöhungen: Belleau (6/7) Straftritte: Belleau (2/2) 28., 32. | (20:14) Bericht | Versuche: Timoney 12. erh., 40+3. erh. Erhöhungen: Cooney (2/2) | Stade Marcel-Michelin, Clermont-Ferrand Zuschauer: 13.945 Schiedsrichter: Christophe Ridley (England) |

| 14. April 2024 13:30 MESZ | Benetton Rugby Treviso | 39 : 24         | Connacht Rugby                                                                                         | Stadio Comunale di Monigo, Treviso Zuschauer: 4098 Schiedsrichter: Mike Adamson (Schottland) |
| 14. April 2024 13:30 MESZ | Versuche: Lucchesi 5. erh. Menoncello 12. n.erh. Smith 19. erh. Albornoz 26. erh., 64. erh. Erhöhungen: Albornoz (2/3) Umaga (2/2) Straftritte: Umaga (2/2) 52., 60. | (26:14) Bericht | Versuche: Heffernan 2. erh. Boyle 40. erh. Aki 56. n.erh. Oliver 67. n.erh. Erhöhungen: Hanrahan (2/4) | Stadio Comunale di Monigo, Treviso Zuschauer: 4098 Schiedsrichter: Mike Adamson (Schottland) |

### Halbfinale
| 4. Mai 2024 12:30 SAST | Sharks | 32 : 31         | ASM Clermont Auvergne | The Stoop, London Zuschauer: 5517 Schiedsrichter: Luke Pearce (England) |
| 4. Mai 2024 12:30 SAST | Versuche: Koch 60. erh. Mapimpi 70. erh. Erhöhungen: Masuku (2/2) Straftritte: Masuku (6/6) 3., 8., 13., 18., 25., 28. | (18:28) Bericht | Versuche: Jurand 4. erh., 19. n.erh. Newsome 29. erh. Erhöhungen: Belleau (2/3) Straftritte: Belleau (4/5) 15., 36., 40+1., 41. | The Stoop, London Zuschauer: 5517 Schiedsrichter: Luke Pearce (England) |

| 4. Mai 2024 15:00 WESZ | Gloucester Rugby | 40 : 23         | Benetton Rugby Treviso                                                                                                   | Kingsholm Stadium, Gloucester Zuschauer: 11.426 Schiedsrichter: Nika Amaschukeli (Georgien) |
| 4. Mai 2024 15:00 WESZ | Versuche: Hathaway 5. n.erh. Blake 28. erh. Hastings 57. erh. Clarke 61. erh. Thorley 77. n.erh. Erhöhungen: Hastings (3/5) Straftritte: Hastings (2/3) 19., 48. Englefield 69. | (15:11) Bericht | Versuche: Smith 41. n.erh. Lucchesi 54. n.erh., 66. erh. Erhöhungen: Albornoz (1/3) Straftritte: Albornoz (2/2) 15., 23. | Kingsholm Stadium, Gloucester Zuschauer: 11.426 Schiedsrichter: Nika Amaschukeli (Georgien) |

### Finale
| 24. Mai 2024 20:00 WESZ | Sharks | 36 : 22        | Gloucester Rugby | Tottenham Hotspur Stadium, London Zuschauer: 34.761 Schiedsrichter: Mathieu Raynal (Frankreich) |
| 24. Mai 2024 20:00 WESZ | Versuche: Buthelezi 25. erh. Fassi 54. erh. Mapimpi 59. erh. Erhöhungen: Masuku (3/3) Straftritte: Masuku (5/6) 14., 30., 36., 49., 52. | (16:3) Bericht | Versuche: Tuisue 57. erh. Socino 75. erh. Clarke 78. n.erh. Erhöhungen: Hastings (2/3) Straftritte: Englefield (1/1) 22. | Tottenham Hotspur Stadium, London Zuschauer: 34.761 Schiedsrichter: Mathieu Raynal (Frankreich) |